# Nemaschema lamberti
Nemaschema lamberti là một loài bọ cánh cứng trong họ Cerambycidae.